# همراهان سفر
هم‌راهان سفر (انگلیسی: Fellow Travelers) یک مینی سریال تلویزیونی مهیج  تاریخی، عاشقانه، و جنایی سیاسی آمریکایی است که بر اساس رمانی به همین نام نوشته توماس مالون ساخته شده است. این سریال با بازی مت بامر و جاناتان بیلی در۱۹ اکتبر ۲۰۲۳ از شوتایم پخش شد.
داستان این مینی‌سری دربارهٔ عشق چند دهه‌ای بین دو مرد است که برای اولین بار در اوج دورهٔ مکارتیسم در دهه 1950 ملاقات می‌کنند